# 瑞纳斯
瑞纳斯（法語：Junas，法語發音：[ʒynas]）是法国加尔省的一个市镇，位于该省西南部，属于尼姆区。

## 地理
瑞纳斯（43°46'11"N, 4°7'22"E）面积7.75 平方千米，位于法国奧克西塔尼大區加尔省，该省份为法国南部沿海省份，南端濒地中海，北起顺时针与阿尔代什省、沃克吕兹省、罗讷河口省、埃罗省、阿韦龙省和洛泽尔省接壤。
与瑞纳斯接壤的市镇（或旧市镇、城区）包括：欧拜、孔热尼、布瓦斯龙、索米耶尔、维勒维埃耶、圣塞列斯。

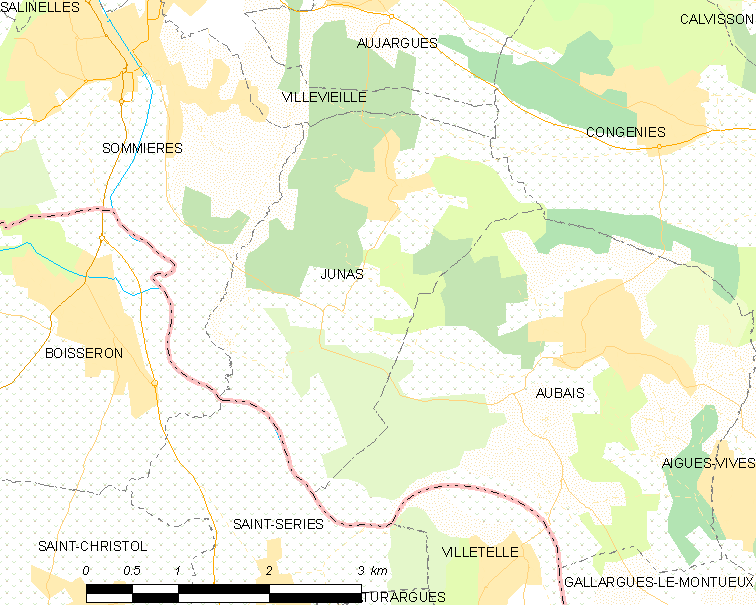
瑞纳斯的OSM定位图

瑞纳斯的时区为UTC+01:00、UTC+02:00（夏令时）。

## 行政
瑞纳斯的邮政编码为30250，INSEE市镇编码为30136。

## 政治
瑞纳斯所属的省级选区为卡尔维松县。

## 人口

1962-2008年间瑞纳斯人口变化图示

瑞纳斯于2022年1月1日时的人口数量为1260人。